# リューネン - ミュンスター線
リューネン - ミュンスター線（ドイツ語: Bahnstrecke Lünen Preußen–Münster）はドイツ連邦共和国ノルトライン＝ヴェストファーレン州リューネンとミュンスターを結ぶ、電化の幹線鉄道である。

## 歴史
ドイツ国営鉄道は、ヴェストファーレンの大都会ドルトムントとミュンスターを直接に連結する目的で、リューネン - ミュンスター間鉄道を建設した。新線はプロイセン駅の起点から既存のドルトムント - エンスヘデ線と線路を共有しリューネン駅の寸前に分岐して、1928年10月18日に開通された。建設はフィリップホルツマン社が担当して、建材輸送向けの小鉄道（Kleinbahn）が必要であった。骨材はヒルトップループ湖からリンカーローデまで既存のハム - ミュンスター線を通じて輸送されて、そこで小鉄道の貨車に再び積まれアシェーベルクへ運搬された。1920年2月に開業されたプロイセン駅はリューネン市内に形成したプロイセン炭鉱村（Zeche Prußen）から由来する。
1990年3月8日に空の線路で路床崩壊が発生して、単線だけでは平常の列車通行が不可能であった。その故に全面的な封鎖が必要となった。列車運行は1991年6月2日に再開された。
2003年にこの路線の複線化および200 km/hの高速化はドイツ連邦交通計画（Bundesverkehrswegeplan）に採択されて、「真っ先の課題」として分類された。2008年12月12日に線路の改良が決定されて、予算はおよそ1億8000万ユーロに算定された。さらにドルトムント-ハム線のシャルンホルスト駅とヴェルネの間に別途の高速線を建設する方案が提案された。2011年12月に改修プロジェクトの等級は「他の重要な課題」に落ちた。実行時期は2018年以後に延期されて、予算は3億8000万ユーロに算定された。
2018年秋に新たな路床損傷がリューネン - ミュンスター間に3カ所で見つけられた。2018年酷暑の時に乾燥し過ぎた路床盛土斜面（Böschung）のため路床で割れ目が生じて、割れ目はセメントで埋められた。2018年10月に路床損傷区間の最高速度は160 km/hから70 km/hになって、およそ20 km区間の線路等級はB2に格下げされた。2020年1月6日に、路床安定性のためにシートパイル式擁壁（Spundwand）工事が実行されるので、この路線は完全に封鎖された。列車運行は同年10月25日に再開された。

## 運行形態
ICE42列車およびICE43列車、他のIC列車はこの路線を経由してドルトムントへ向かうが、ミュンスター中央駅のみで停車する。地域輸送の場合、この路線の運賃はヴェストファーレン運賃連合（Westfalentarif）により管理されている。
- 普通列車（RB 50）: ドルトムント - プロイセン - リューネン - ヴェルネ - カーペレ - アシェーベルク - ダーフェンスベルク - アメルスビューレン - ミュンスター。60分ごとに運行。オイロバーン運営[8]。